# Aktenkoffer (Windows)
Der Aktenkoffer (englisch Briefcase) ist ein Sonderverzeichnis in Microsoft Windows ab Windows 95 bis Windows 10 1607 (Anniversary Update), der eine einfache Dateisynchronisierung mit einem Wechseldatenträger (z. B. einer Diskette) oder einem Netzlaufwerk ermöglichte. Er war vor allem für portable Computer gedacht. Er gehörte, ebenso wie der Papierkorb und andere Ordner, zur neuen mit Windows 95 eingeführten Desktop-Oberfläche und sollte die Arbeitsplatz-Metapher darstellen.
Der Aktenkoffer wurde ursprünglich nur dann standardmäßig installiert, wenn bei der Installation die Option „Laptop“ gewählt wurde; er konnte nicht nachinstalliert werden, sodass man Windows 95 komplett neuinstallieren musste. Ab Windows 95 OSR2 kann der Aktenkoffer auch bei einem bestehenden System nachinstalliert werden. Alle späteren Versionen von Windows enthielten den Aktenkoffer in unveränderter Form.
Mit Windows 8 wurde der Aktenkoffer aus dem Kontextmenü entfernt, er konnte aber durch eine einfache Änderung in der Registrierungsdatenbank wiederhergestellt werden. Windows 10 enthält keinen Aktenkoffer mehr. Bis Build 14942 (Creators Update) konnte er aber nachinstalliert werden. Danach ist die Nachinstallation nicht mehr möglich. Nachfolger ist der seit Windows 2000 verfügbare Dienst zur Synchronisierung von Offlineobjekten.